# Ugia cinerea
Ugia cinerea är en fjärilsart som beskrevs av Holland 1894. Ugia cinerea ingår i släktet Ugia och familjen nattflyn. Inga underarter finns listade i Catalogue of Life.